# Euphorbia aggregata
Euphorbia aggregata es una especie fanerógama perteneciente a la familia Euphorbiaceae.

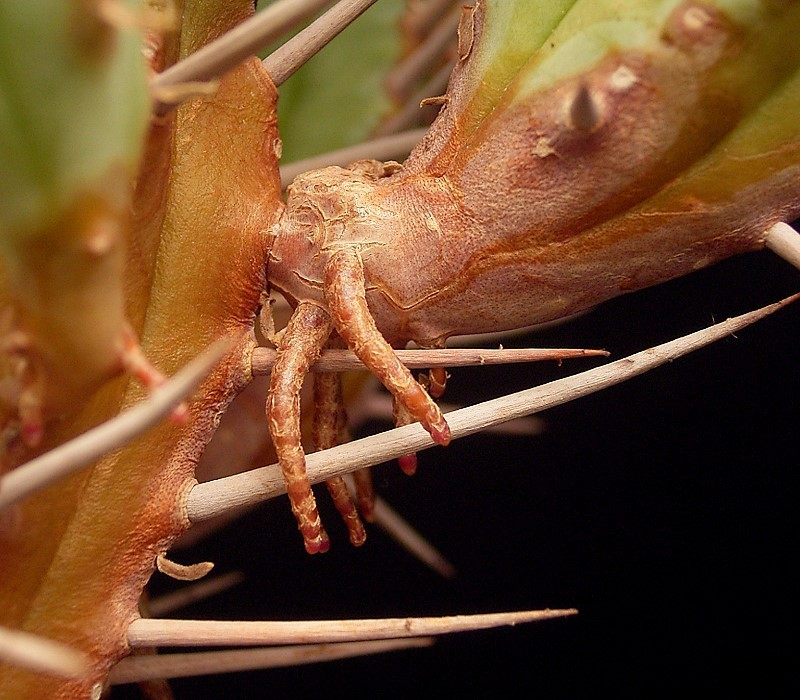
Detalle de las espinas

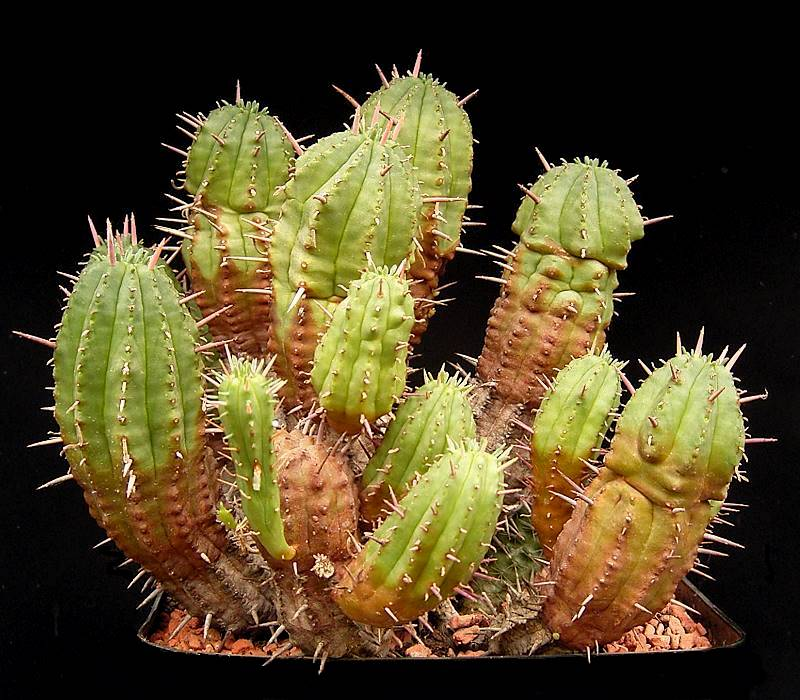
Vista de la planta

## Descripción
Es un arbusto suculento estrechamente relacionado con Euphorbia ferox y Euphorbia pulvinata. Tiene tallos muy juntos formando un arbusto compacto con espinas muy dañinas para el ganado.
Euphorbia aggregata es un arbusto enano suculento que se forma a través de múltiples ramificaciones del tallo principal y con las ramas a ras del suelo, alcanzando un tamaño de 7,5 cm de altura. Las ramas verticales miden 2 a 3 cm de diámetro. Los lados de las puntas de los brotes se intercalan con los hoyos triangulares que crecen con la edad. Los brotes nuevos son verdes, las secciones más viejas son marrones. Las espinas están desigualmente distribuidas de forma individual y en los bordes de los tallos leñosos y de 6 a 8 mm de longitud. Inicialmente, las espinas son de color rojizo o púrpura, con la edad son de color marrón. Las rudimentarias hojas son de muy corta duración y los ciatios son de color púrpura oscuro o verde y se presenta solo en los extremos de las ramas.

## Distribución
Es endémica de Sudáfrica.

## Taxonomía
Euphorbia aggregata fue descrito por Alwin Berger y publicado en Sukkulente Euphorbien 92. 1907[1906].
Etimología
Euphorbia: nombre genérico que deriva del médico griego del rey Juba II de Mauritania (52 a 50 a. C. - 23), Euphorbus, en su honor – o en alusión a su gran vientre – ya que usaba médicamente Euphorbia resinifera. En 1753 Carlos Linneo asignó el nombre a todo el género.
aggregata: epíteto latino que significa "agrupado, reunido".
Variedades
- Euphorbia aggregata var. aggregata (s)
- Euphorbia aggregata var. alternicolor (N.E.Br.) A.C.White, R.A.Dyer & B.Sloane 1941 (s)

sinonimia
- Euphorbia aggregata var. alternicolor (N.E.Br.) A.C.White, R.A.Dyer & B.Sloane
- Euphorbia alternicola N.E. Br.
- Euphorbia alternicolor N.E.Br.[4][5][6]